# Rallye Japan 2024

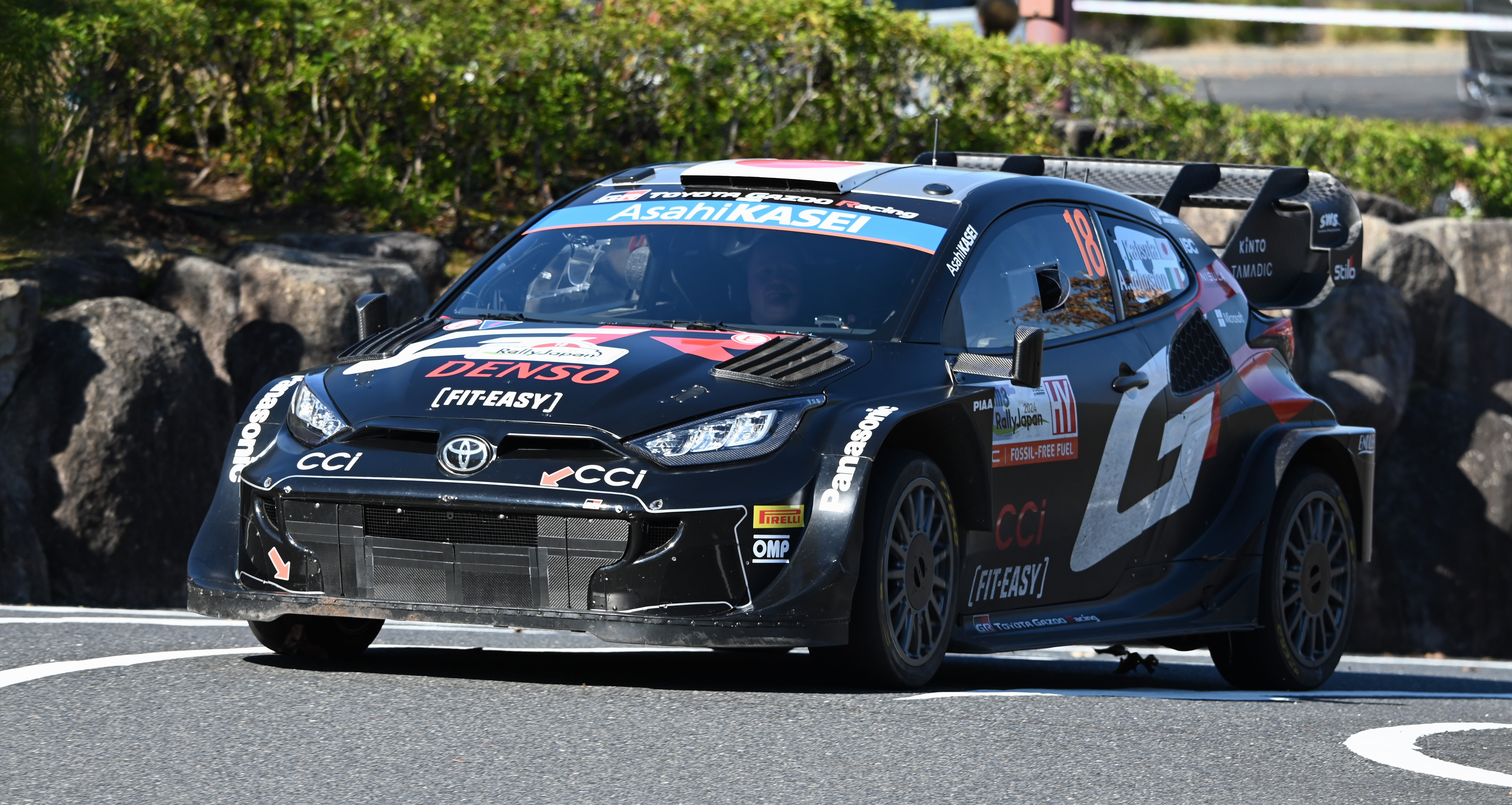
Toyota gewinnt die Hersteller-Wertung in Japan mit dem Toyota GR Yaris Rally1

Die 9. Rallye Japan (offiziell FORUM8 Rally Japan 2024) war der 13. Lauf zur FIA-Rallye-Weltmeisterschaft 2024. Sie dauerte vom 21. bis zum 24. November und es wurden insgesamt 21 Wertungsprüfungen (WP) gefahren.

## Bericht
Nach fünf Vize-Weltmeisterschaften und drei dritten Rängen, hat Thierry Neuville (Hyundai) den Weltmeistertitel 2024 sicherlich verdient gewonnen. Der einzige Konkurrent beim letzten WM-Lauf in Japan war sein Teamkollege Ott Tänak mit 25 Punkten Rückstand. Die Entscheidung fiel in der 17. Wertungsprüfung, als Tänak von der Straße abkam und sich überschlug. Fahrer und Beifahrer Martin Järveoja blieben glücklicherweise unverletzt. Danach fuhr Neuville mit seinem Co-Piloten Martijn Wydaeghe mit dosiertem Risiko auf den sechsten Platz. Der Sieger der Rallye Japan 2024 heißt Elfyn Evans (Toyota), sein einziger Sieg in der Saison 2024. Dank dieses Sieges überholte Toyota das bis dahin führende Hyundai Team in der Herstellerwertung und sie ließen sich als Weltmeister feiern.

## Meldeliste
| Nr.                  | Fahrer               | Co-Pilot                   | Auto                   |
| -------------------- | -------------------- | -------------------------- | ---------------------- |
| WRC-Klasse (Rally1)  |                      |                            |                        |
| 8                    | Ott Tänak            | Martin Järveoja            | Hyundai i20 N Rally1   |
| 9                    | Andreas Mikkelsen    | Torstein Eriksen           | Hyundai i20 N Rally1   |
| 11                   | Thierry Neuville     | Martijn Wydaeghe           | Hyundai i20 N Rally1   |
| 13                   | Grégoire Munster     | Louis Louka                | Ford Puma Rally1       |
| 16                   | Adrien Fourmaux      | Alexandre Coria            | Ford Puma Rally1       |
| 17                   | Sébastien Ogier      | Vincent Landais            | Toyota GR Yaris Rally1 |
| 18                   | Takamoto Katsuta     | Aaron Johnston             | Toyota GR Yaris Rally1 |
| 33                   | Elfyn Evans          | Scott Martin               | Toyota GR Yaris Rally1 |
| WRC2-Klasse (Rally2) |                      |                            |                        |
| 20                   | Sami Pajari          | Enni Mälkönen              | Toyota GR Yaris Rally2 |
| 21                   | Nikolay Gryazin      | FIA Konstantin Aleksandrov | Citroën C3 Rally2      |
| 22                   | Kajetan Kajetanowicz | Maciej Szczepaniak         | Škoda Fabia RS Rally2  |
| 23                   | Jan Solans           | Rodrigo Sanjuan de Eusebio | Toyota GR Yaris Rally2 |
| 24                   | Josh McErlean        | James Fulton               | Škoda Fabia RS Rally2  |
| 25                   | Gus Greensmith       | Jonas Andersson            | Škoda Fabia RS Rally2  |
| 26                   | Daniel Chwist        | Kamil Heller               | Škoda Fabia RS Rally2  |

## Klassifikationen

### WRC Rally1
| Position     | Position     | Nr. | Fahrer            | Co-Pilot         | Auto                   | Zeit      | Rückstand | WM-Punkte | WM-Punkte | WM-Punkte  | WM-Punkte |
| Gesamt       | Rally1       | Nr. | Fahrer            | Co-Pilot         | Auto                   | Zeit      | Rückstand | Samstag   | Sonntag   | Powerstage | Total     |
| ------------ | ------------ | --- | ----------------- | ---------------- | ---------------------- | --------- | --------- | --------- | --------- | ---------- | --------- |
| 1            | 1            | 33  | Elfyn Evans       | Scott Martin     | Toyota GR Yaris Rally1 | 3:24:41.0 |           | 18        | 4         | 3          | 25        |
| 2            | 2            | 17  | Sébastien Ogier   | Vincent Landais  | Toyota GR Yaris Rally1 | 3:25:08.3 | 0:01:27.3 | 15        | 5         | 5          | 25        |
| 3            | 3            | 16  | Adrien Fourmaux   | Alexandre Coria  | Ford Puma Rally1       | 3:25:36.5 | 0:01:55.5 | 13        | 3         | 0          | 16        |
| 4            | 4            | 18  | Takamoto Katsuta  | Aaron Johnston   | Toyota GR Yaris Rally1 | 3:25:43.6 | 0:02:02:6 | 10        | 2         | 2          | 14        |
| 5            | 5            | 13  | Grégoire Munster  | Louis Louka      | Ford Puma Rally1       | 3:26:52.5 | 0:03:11.5 | 8         | 1         | 0          | 9         |
| 6            | 6            | 11  | Thierry Neuville  | Martijn Wydaeghe | Hyundai i20 N Rally1   | 3:30:50.1 | 0:06:54.1 | 6         | 7         | 4          | 17        |
| 31           | 7            | 9   | Andreas Mikkelsen | Torstein Eriksen | Hyundai i20 N Rally1   | 4:55:42.7 | 1:32:01.7 | 0         | 6         | 1          | 7         |
| Ausfall WP17 | Ausfall WP17 | 8   | Ott Tänak         | Martin Järveoja  | Hyundai i20 N Rally1   | Unfall    | Unfall    | 0         | 0         | 0          | 0         |

## Wertungsprüfungen
| Datum    | Start LT/MEZ | Nr.                                            | WP                                             | Länge                                          | Gewinner                                                                                       | Zeit                                           | Leader          |
| -------- | ------------ | ---------------------------------------------- | ---------------------------------------------- | ---------------------------------------------- | ---------------------------------------------------------------------------------------------- | ---------------------------------------------- | --------------- |
| 21. Nov. | 09:01/01:01  | —                                              | Kuragaike Park (Shakedown)                     | 2,75 km                                        | Chris Ingram                                                                                   | 02:17.7                                        |                 |
| 21. Nov. | 19:05/11:05  | WP1                                            | Toyota Stadium WP 1                            | 2,15 km                                        | Adrien Fourmaux                                                                                | 01:44.4                                        | Adrien Fourmaux |
| 22. Nov. | 06:19/22:19  | Service A, Toyota Stadium (15 Min.)            | Service A, Toyota Stadium (15 Min.)            | Service A, Toyota Stadium (15 Min.)            | Service A, Toyota Stadium (15 Min.)                                                            | Service A, Toyota Stadium (15 Min.)            | Adrien Fourmaux |
| 22. Nov. | 07:44/23:44  | WP2                                            | Isegami's Tunnel 1                             | 23,67 km                                       | Thierry Neuville                                                                               | 18:27.4                                        | Ott Tänak       |
| 22. Nov. | 08:44/00:44  | WP3                                            | Inabu / Shitara 1                              | 19,38 km                                       | Sébastien Ogier                                                                                | 12:14.8                                        | Ott Tänak       |
| 22. Nov. | 10:12/02:12  | WP4                                            | Shinshiro 1                                    | 17,41 km                                       | Elfyn Evans                                                                                    | 09:49.7                                        | Elfyn Evans     |
| 22. Nov. | 12:27/04:27  | Reifen Service, Inabu Donguri Koubou (15 Min.) | Reifen Service, Inabu Donguri Koubou (15 Min.) | Reifen Service, Inabu Donguri Koubou (15 Min.) | Reifen Service, Inabu Donguri Koubou (15 Min.)                                                 | Reifen Service, Inabu Donguri Koubou (15 Min.) | Elfyn Evans     |
| 22. Nov. | 13:32/05:32  | WP5                                            | Isegami's Tunnel 2                             | 23,67 km                                       | Ott Tänak                                                                                      | 18:03.2                                        | Ott Tänak       |
| 22. Nov. | 14:32/06:32  | WP6                                            | Inabu / Shitara 2                              | 19,38 km                                       | Ott Tänak                                                                                      | 12:00.1                                        | Ott Tänak       |
| 22. Nov. | 16:00/08:00  | WP7                                            | Shinshiro 2                                    | 17,41 km                                       | Elfyn Evans                                                                                    | 09:45.5                                        | Ott Tänak       |
| 22. Nov. | 18:35/10:35  | WP8                                            | Okazaki WP 1                                   | 2,54 km                                        | Takamoto Katsuta                                                                               | 02:01.1                                        | Ott Tänak       |
| 22. Nov. | 18:44/10:44  | WP9                                            | Okazaki WP 2                                   | 2,54 km                                        | Adrien Fourmaux                                                                                | 02:01.9                                        | Ott Tänak       |
| 22. Nov. | 19:44/11:44  | Service B, Toyota Stadium (15 Min.)            | Service B, Toyota Stadium (15 Min.)            | Service B, Toyota Stadium (15 Min.)            | Service B, Toyota Stadium (15 Min.)                                                            | Service B, Toyota Stadium (15 Min.)            | Ott Tänak       |
| 23. Nov. | 06:19/22:19  | Service C, Toyota Stadium (15 Min.)            | Service C, Toyota Stadium (15 Min.)            | Service C, Toyota Stadium (15 Min.)            | Service C, Toyota Stadium (15 Min.)                                                            | Service C, Toyota Stadium (15 Min.)            | Ott Tänak       |
| 23. Nov. | 08:05/00:05  | WP10                                           | Mt. Kasagi 1                                   | 16,47 km                                       | Elfyn Evans                                                                                    | 12:04.3                                        | Ott Tänak       |
| 23. Nov. | 09:03/01:03  | WP11                                           | Nenoue Kougen 1                                | 2,54 km                                        | Thierry Neuville                                                                               | 07:40.2                                        | Ott Tänak       |
| 23. Nov. | 10:16/02:16  | WP12                                           | Ena 1                                          | 22,79 km                                       | Elfyn Evans                                                                                    | 16:38.3                                        | Ott Tänak       |
| 23. Nov. | 12:04/04:04  | Reifen Service, Nakatsugawa Park (15 Min.)     | Reifen Service, Nakatsugawa Park (15 Min.)     | Reifen Service, Nakatsugawa Park (15 Min.)     | Reifen Service, Nakatsugawa Park (15 Min.)                                                     | Reifen Service, Nakatsugawa Park (15 Min.)     | Ott Tänak       |
| 23. Nov. | 13:05/05:05  | WP13                                           | Mt. Kasagi 2                                   | 16,47 km                                       | Ott Tänak                                                                                      | 11:30.1                                        | Ott Tänak       |
| 23. Nov. | 14:08/06:08  | WP14                                           | Nenoue Kougen 2                                | 2,54 km                                        | Thierry Neuville                                                                               | 07:32.6                                        | Ott Tänak       |
| 23. Nov. | 15:16/07:16  | WP15                                           | Ena 2                                          | 22,79 km                                       | Sébastien Ogier                                                                                | 16:06.4                                        | Ott Tänak       |
| 23. Nov. | 18:07/10:07  | Flexi service D, Toyota Stadium (45 Min.)      | Flexi service D, Toyota Stadium (45 Min.)      | Flexi service D, Toyota Stadium (45 Min.)      | Flexi service D, Toyota Stadium (45 Min.)                                                      | Flexi service D, Toyota Stadium (45 Min.)      | Ott Tänak       |
| 23. Nov. | 19:05/11:05  | WP16                                           | Toyota Stadium WP 2                            | 2,15 km                                        | Ott Tänak                                                                                      | 01:42.6                                        | Ott Tänak       |
| 24. Nov. | 06:26/22:36  | Service E, Toyota Stadium (15 Min.)            | Service E, Toyota Stadium (15 Min.)            | Service E, Toyota Stadium (15 Min.)            | Service E, Toyota Stadium (15 Min.)                                                            | Service E, Toyota Stadium (15 Min.)            | Ott Tänak       |
| 24. Nov. | 07:39/23:39  | WP17                                           | Nukata 1                                       | 20,23 km                                       | Andreas Mikkelsen                                                                              | 11:57.5                                        | Elfyn Evans     |
| 24. Nov. | 08:35/00:35  | WP18                                           | Lake Mikawako 1                                | 13,98 km                                       | Thierry Neuville                                                                               | 08:42.4                                        | Elfyn Evans     |
| 24. Nov. | 09:38/01:38  | WP19                                           | Nukata 2                                       | 20,23 km                                       | Thierry Neuville                                                                               | 11:51.9                                        | Elfyn Evans     |
| 24. Nov. | 11:49/03:49  | Flexi service F, Toyota Stadium (15 Min.)      | Flexi service F, Toyota Stadium (15 Min.)      | Flexi service F, Toyota Stadium (15 Min.)      | Flexi service F, Toyota Stadium (15 Min.)                                                      | Flexi service F, Toyota Stadium (15 Min.)      | Elfyn Evans     |
| 24. Nov. | 12:17/04:17  | WP20                                           | Toyota Stadium 3                               | 2,15 km                                        | Takamoto Katsuta                                                                               | 01:44.1                                        | Elfyn Evans     |
| 24. Nov. | 14:15/06:15  | WP21                                           | Lake Mikawako 2 (Power Stage)                  | 13,98 km                                       | 1. Sébastien Ogier 2. Thierry Neuville 3. Elfyn Evans 4. Takamoto Katsuta 5. Andreas Mikkelsen | 08:38.5 08:40.4 08:42.4 08:43.3 08:45.1        | Elfyn Evans     |